# 両国橋 (徳島市)
両国橋（りょうごくばし）
1. 徳島県徳島市を流れる新町川に架かる橋。
2. 徳島県徳島市の町名。地名は橋の名に由来する。新町地区に属する。

## 歴史
1872年、徳島市街に流れる新町川の両岸（現・両国橋）の街の賑わいにもかかわらず渡船場もなく、橋がなかったことに着目した藤本幸平が、徳島県の許可を得て渡し舟を開業する。しかし、両岸には道もない葦原であったため利用者は1日20人程度と少なかった。そこで、1877年に自己資本で両岸に道路を完成させたことから利用者が増加、船場町濱側に住宅を建設した。1881年には渡し舟の利用者が1日1000人を超す盛況となる。利用者の増加に伴い、渡し舟を利用できない人も発生しはじめたことから、新町川の両岸を架橋する橋のニーズが高まるようになった。藤本幸平が徳島県当局に架橋の陳情を続けた結果、自費（藤本幸平の個人出資）の私橋としての架橋という条件で、徳島県から15年間の利用を許され、1882年、通行料を取る賃取橋として架橋された。2つの小区を結ぶため、両合区橋と呼ばれた。1892年に徳島市に寄付された後、1908年には木橋に改修された。
1927年に長さ53.1m，幅7.7mの曲弦トラス型式鉄筋コンクリート橋に架け替えられた際、両国橋に改称したという。1965年には再び架け替えて拡幅された。この架け替えは1962年に着工、1963年8月には一部を、同年末には全部を完成させる予定であったが、着工後に地盤が想定より軟弱であることが判明し、工事が遅延した。翌年の阿波踊りにも間に合わず、部分開通は1964年11月に、全部が完成したのは1965年7月28日となった。1991年から1992年まで実施された改装工事では、橋の欄干の端の所に阿波踊りの銅像が設置された。2012年にはこの像に反射材付きのたすきが取り付けられ、交通安全の啓発活動に利用された。この道はバス通りとなっており交通量も比較的多い。

## 町名
両国橋の南北にある「両国橋」と「両国本町」の町名は、それぞれ1942年と1975年から使用されている。光の八十八ヶ所めぐりに選定されている。
町名としての両国橋は、本橋の南岸に位置しており、新町地区に属する。郵便番号は〒770-0917。
- 人口：78人（2009年12月。徳島市の調査より）
- 世帯数：40世帯（同上）

### 地理
吉野川の支流である新町川中流に架かる両国橋の南岸に位置し、中央に両国橋南商店街が広がっている。この商店街の通る道は「両国橋通り」とも呼ばれており、徳島市の主要繁華街となっている。新町川沿いにはしんまちボードウォークや新町川水際公園等の親水公園が存在し、毎年阿波踊りや阿波の狸まつりの時期になると両国橋一帯が非常に賑わう。
- 河川：新町川

### 施設
公園
- しんまちボードウォーク
- 新町川水際公園
  - ひょうたん島一周遊覧船 - 日本で唯一無料の遊覧船。

商店街
- 両国橋南商店街 - 銀座商店街・東新町商店街と隣接。
- 両国本町商店街

その他
- 徳島東警察署両国橋交番

### 交通

#### 道路
都道府県道
- 徳島県道136号宮倉徳島線

#### バス
徳島バス・徳島市営バス
- 両国橋

## 隣の橋梁
（上流） - ふれあい橋 - 両国橋 - 富田橋 - （下流）